# Calanthe woodii
Calanthe woodii är en orkidéart som beskrevs av Phillip James Cribb. Calanthe woodii ingår i släktet Calanthe och familjen orkidéer. Inga underarter finns listade i Catalogue of Life.